# Ba Đồn
Ba Đồn is een stad in de Vietnamese provincie Quảng Bình. 
Ba Đồn bestaat uit 6 phườngs en 10 xã's. De oppervlakte van de thị xã bedraagt 163,183 km² en heeft ongeveer 121.000 inwoners.
Op 22 augustus 2013 werd Ba Đồn opgewaardeerd tot stad. Daarvoor was het een thị xã.
6 phường:
1. Ba Đồn
2. Quảng Thọ
3. Quảng Long
4. Quảng Thuận
5. Quảng Phong
6. Quảng Phúc

10 xã:
1. Quảng Minh,
2. Quảng Sơn,
3. Quảng Thủy,
4. Quảng Hòa,
5. Quảng Lộc,
6. Quảng Văn,
7. Quảng Tân,
8. Quảng Trung,
9. Quảng Tiên,
10. Quảng Hải.